# Ýelena Roýkowa
Ýelena Roýkowa (ur. 27 maja 1989) – turkmeńska pływaczka.
Wzięła udział w igrzyskach olimpijskich w 2004. Zajęła na nich ostatnie, 42. miejsce na 100 m stylem grzbietowym. W swoim wyścigu eliminacyjnym uplasowała się na ostatniej, 3. pozycji z czasem 1:15,48 s. Jest najmłodszym turkmeńskim olimpijczykiem.